# Amethystea
Amethystea, monotipski biljni rod iz porodice medićevki, dio potporodice Ajugoideae. Jedina vrsta je zeljasta trajnica A. caerulea, raširena po južnom Sibiru, Kini, Mongoliji, Kazahstanu i Japanu

## Sinonimi
- Amethystina Zinn
- Amethystea corymbosa Pers.
- Amethystea trifida Hill
- Lycopus amethystinus Steven